# 16163 Suhanli
16163 Suhanli è un asteroide della fascia principale. Scoperto nel 2000, presenta un'orbita caratterizzata da un semiasse maggiore pari a 2,3982704 UA e da un'eccentricità di 0,2027078, inclinata di 1,51496° rispetto all'eclittica.